# Premio Nacional de Arquitectura de Chile
El Premio Nacional de Arquitectura de Chile es otorgado por el Colegio de Arquitectos a un arquitecto o arquitecta "cuya trayectoria profesional y desempeño ético haya marcado un ejemplo para todos los arquitectos".

## Historia
El reconocimiento fue creado en 1969 como Premio de Honor y era otorgado "por una vida dedicada al servicio de la arquitectura".
Hasta 1977, fue otorgado anualmente. Desde entonces, se entrega bienalmente, coincidiendo con la Bienal de Arquitectura y Urbanismo de Chile, con las excepciones de 2000 y 2019.
En 2004, Antonia Lehmann se convirtió en la primera mujer arquitecta en recibir el galardón.

## Premios Nacionales de Arquitectura
| Año  | Ganador(es)                                | Obras destacadas                                                                                           |
| ---- | ------------------------------------------ | --- |
| 1969 | Juan Martínez Gutiérrez (1901-1976)        | Facultad de Derecho de la Universidad de Chile (1938) Escuela Militar (1948) Templo Votivo de Maipú (1974) |
| 1970 | Carlos Bresciani Bagattini (1911-1969)     | Unidad Vecinal Portales (1966) Torres de Tajamar (1967)                                                    |
| 1971 | Roberto Dávila Carson (1889-1971)          | Cap Ducal (1938)                                                                                           |
| 1972 | Sergio Larraín García-Moreno (1905-1999)   | Edificio Oberpaur (1929)                                                                                   |
| 1973 | Héctor Mardones Restat (1907-1974)         | Banco del Estado de Chile (1952)                                                                           |
| 1974 | Rodulfo Oyarzún Philippi (1885-1985)       | Bolsa de Comercio de Santiago                                                                              |
| 1975 | Alberto Cruz Covarrubias (1917-2013)       | Fundación de la Escuela de Arquitectura PUCV                                                               |
| 1976 | Héctor Valdés Phillips (1918-2016)         | Unidad Vecinal Portales (1966) Torres de Tajamar (1967)                                                    |
| 1977 | Emilio Duhart Harosteguy (1917-2006)       | Edificio de la CEPAL (1960)                                                                                |
| 1979 | Carlos Buschmann Zwansger (1898-1985)      | Intendencia de Osorno (1933)                                                                               |
| 1981 | Edwin Weil Wohlke (1922-2011)              | Instituto Alemán de Frutillar                                                                              |
| 1983 | Fernando Castillo Velasco (1918-2013)      | Unidad Vecinal Portales (1966) Torres de Tajamar (1967)                                                    |
| 1985 | Jorge Aguirre Silva (1916-1998)            | Caja de Crédito Popular                                                                                    |
| 1987 | Mario Recordón Burnier (1922-1994)         | Estadio Cubierto Metropolitano (Movistar Arena) Estadio Monumental                                         |
| 1989 | Mario Pérez de Arce Lavín (1917-2010)      | Iglesia del Colegio Verbo Divino (1965) Edificio la Merced (1982)                                          |
| 1991 | Francisco de Borja García-Huidobro Severín | Ministerio de Finanzas de París Consorcio Nacional de Seguros (2007)                                       |
| 1993 | Christian De Groote Córdova (1931-2013)    | Edificio El Mercurio (1963)                                                                                |
| 1995 | Roberto Goycoolea Infante (1928-2018)      | Biblioteca de la Universidad de Concepción                                                                 |
| 1997 | Cristián Fernández Cox (1935-2014)         | Seminario Pontificio de Santiago                                                                           |
| 2000 | Victor Gubbins Browne                      | Centro Cultural Chimkowe (2006)                                                                            |
| 2002 | Juan Sabbagh Pisano                        | Pabellón de Chile en la Expo Shanghái 2010                                                                 |
| 2004 | Luis Izquierdo y Antonia Lehmann           | Edificio Manantiales (1997)                                                                                |
| 2006 | Germán del Sol                             | Pabellón Chileno Expo Sevilla '92 (1992) Hotel Explora Patagonia Termas Geométricas                        |
| 2008 | Cristián Valdés Eguiguren                  | Silla Valdés (1977) Casa Alberto Valdés (1963) Casa en Pirque (1990)                                       |
| 2010 | Enrique Browne Covarrubias                 | Consorcio Nacional de Seguros (2007)                                                                       |
| 2012 | José Cruz Ovalle                           | Pabellón Chileno Expo Sevilla 92 (1992) Campus Adolfo Ibáñez Sede Santiago (2002) y Viña del Mar (2011)    |
| 2014 | Teodoro Fernández Larrañaga                | Parque Bicentenario de Santiago (2007-2011)                                                                |
| 2016 | Edward Rojas Vega                          | Museo de Arte Moderno Chiloé (1988)                                                                        |
| 2019 | Miguel Lawner                              | |
| 2022 | Fernando Pérez Oyarzún                     | |
| 2024 | Cristián Castillo Echeverría               | |

## Galería

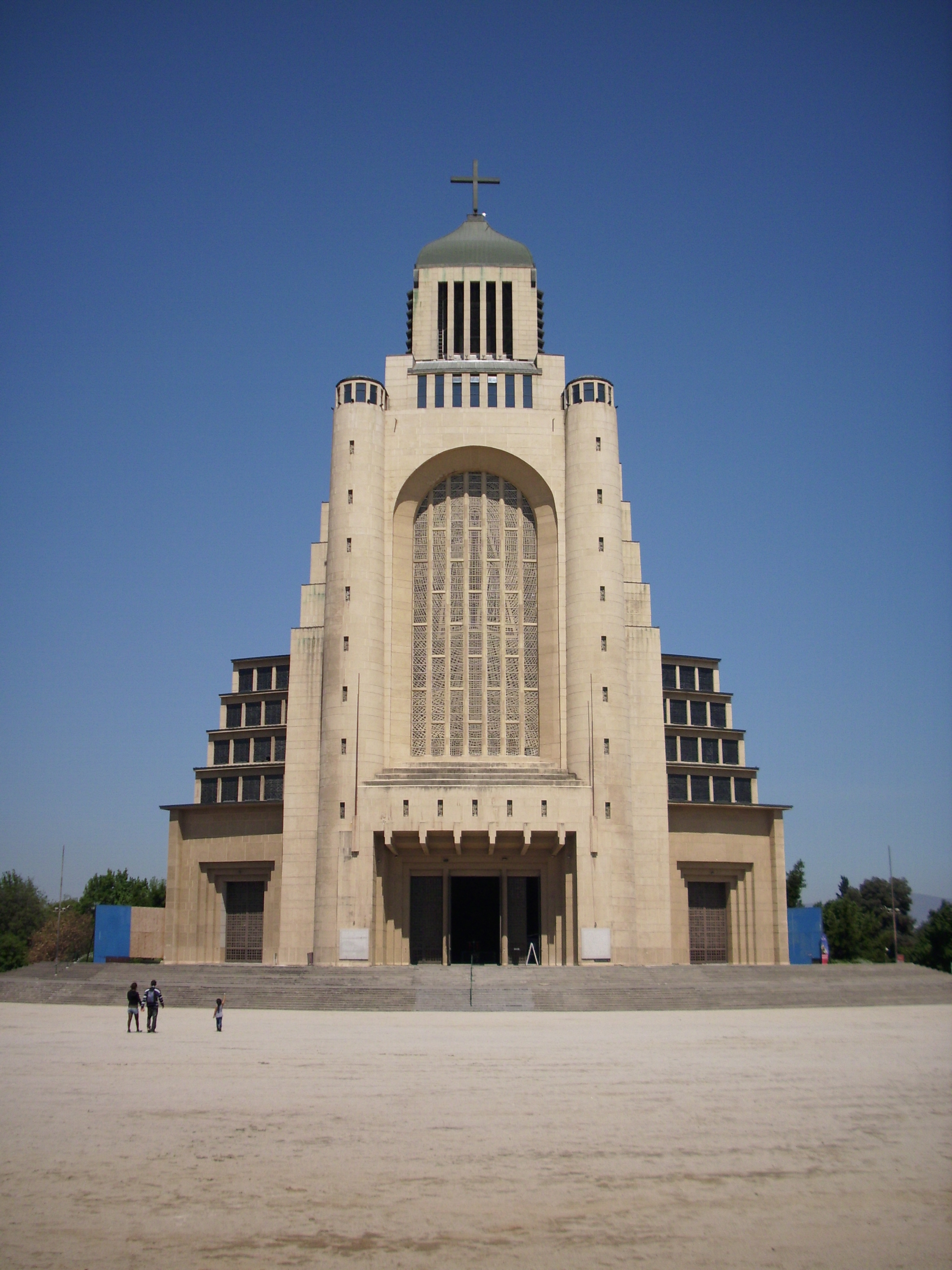
Templo Votivo de Maipú de Juan Martínez Gutiérrez.
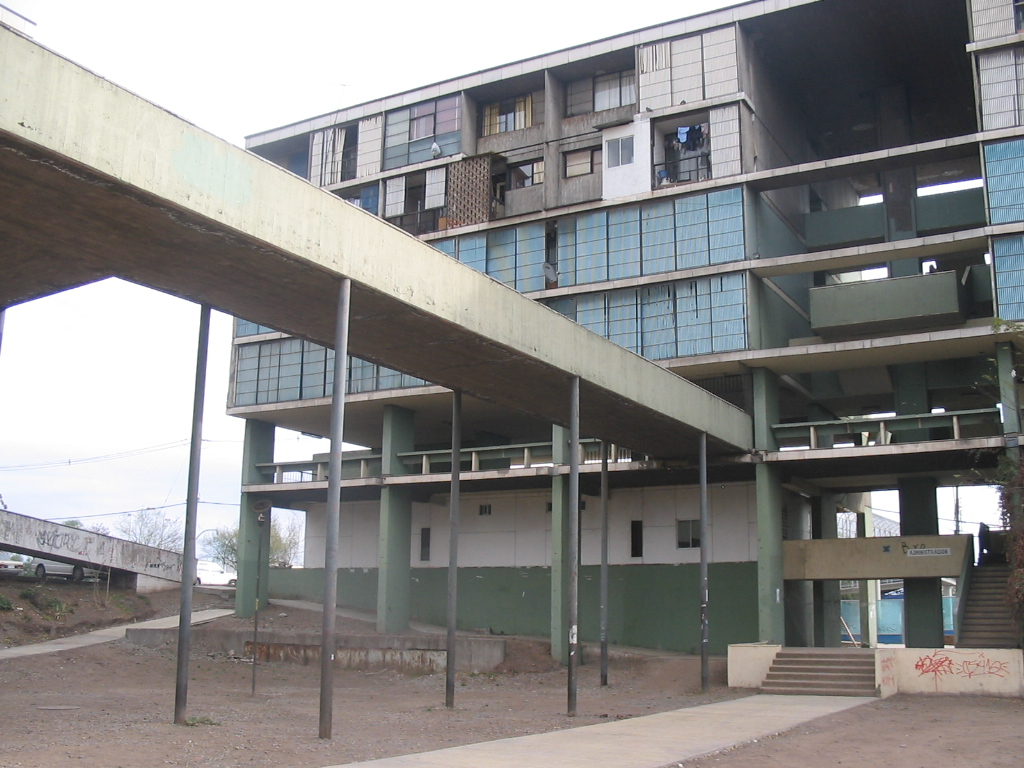
Unidad Vecinal Portales de Carlos Bresciani, Héctor Valdés, Fernando Castillo Velasco, Carlos Huidobro
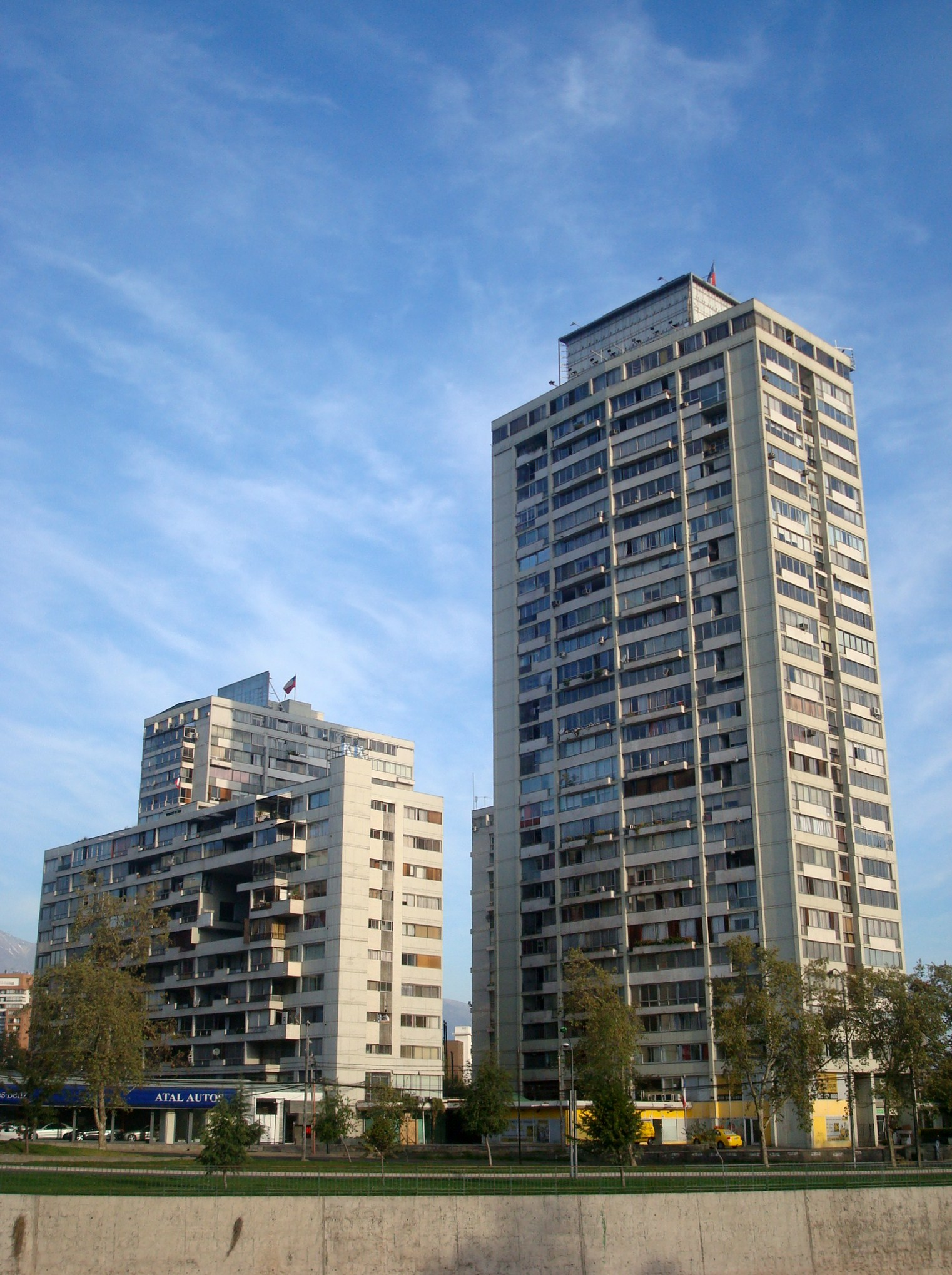
Torres de Tajamar de Carlos Bresciani, Héctor Valdés, Fernando Castillo Velasco, Carlos Huidobro
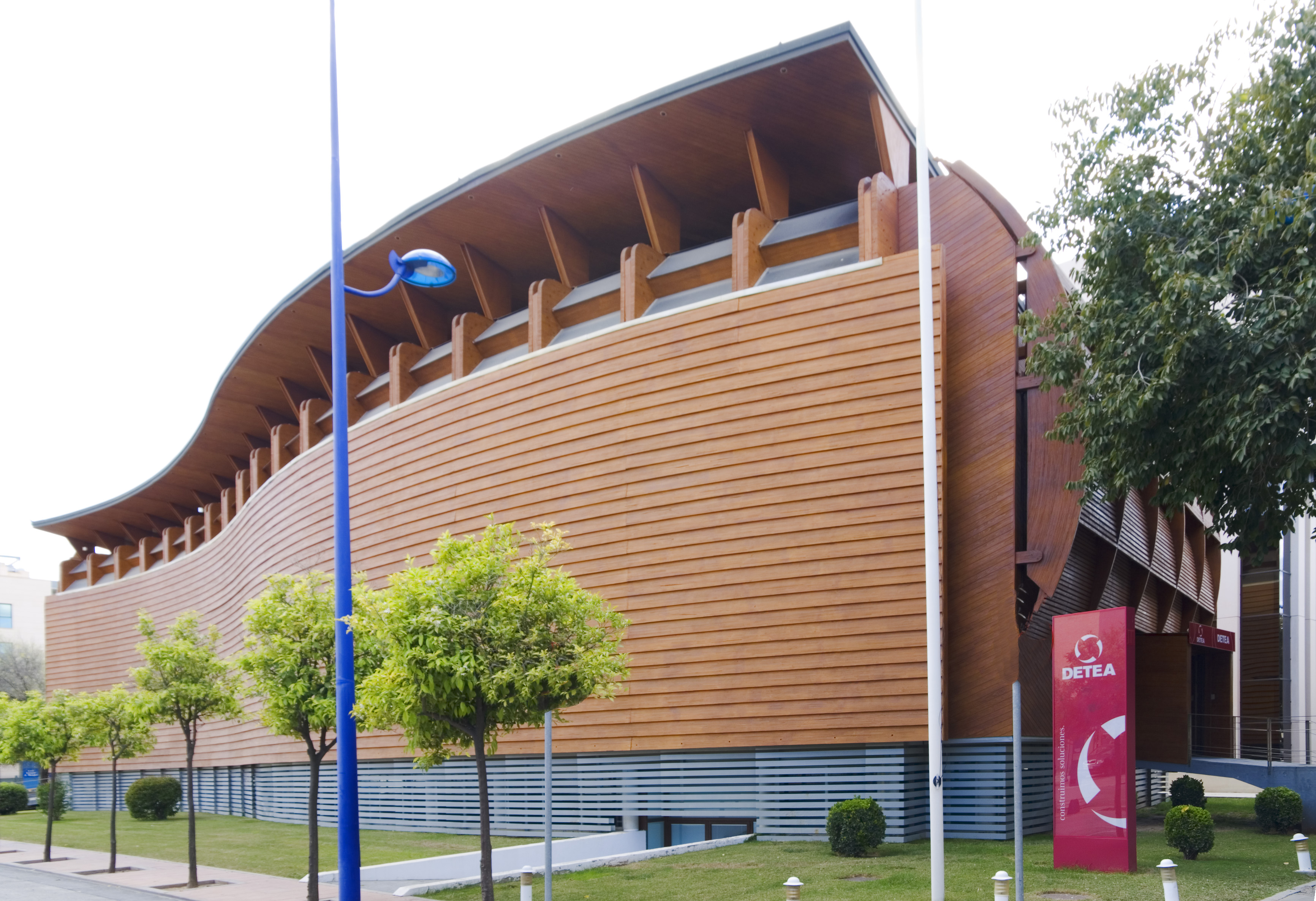
Pabellón de Chile en la Expo 1992 de Germán del Sol y José Cruz
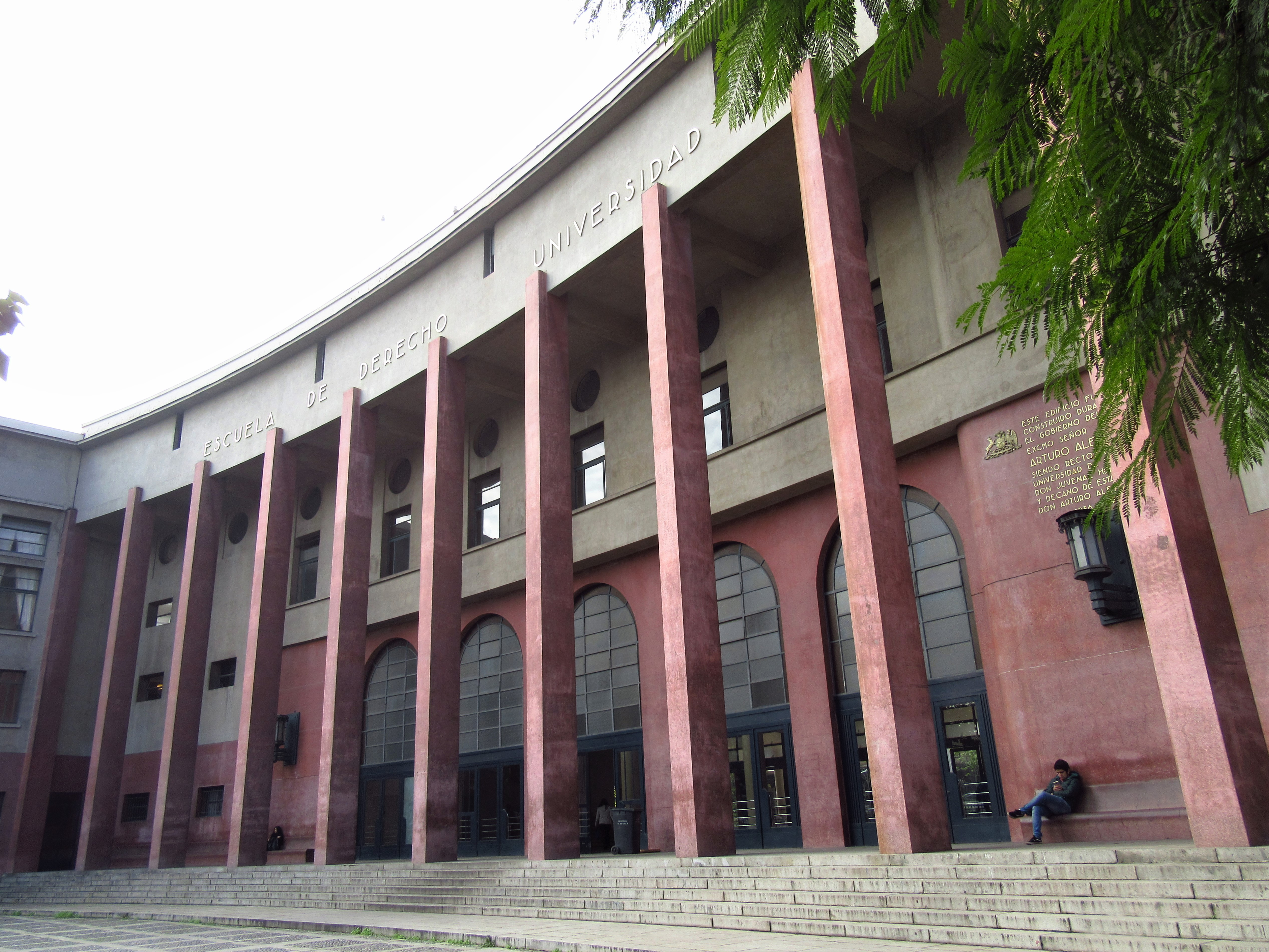
Facultad de Derecho de la Universidad de Chile de Juan Martínez Gutiérrez
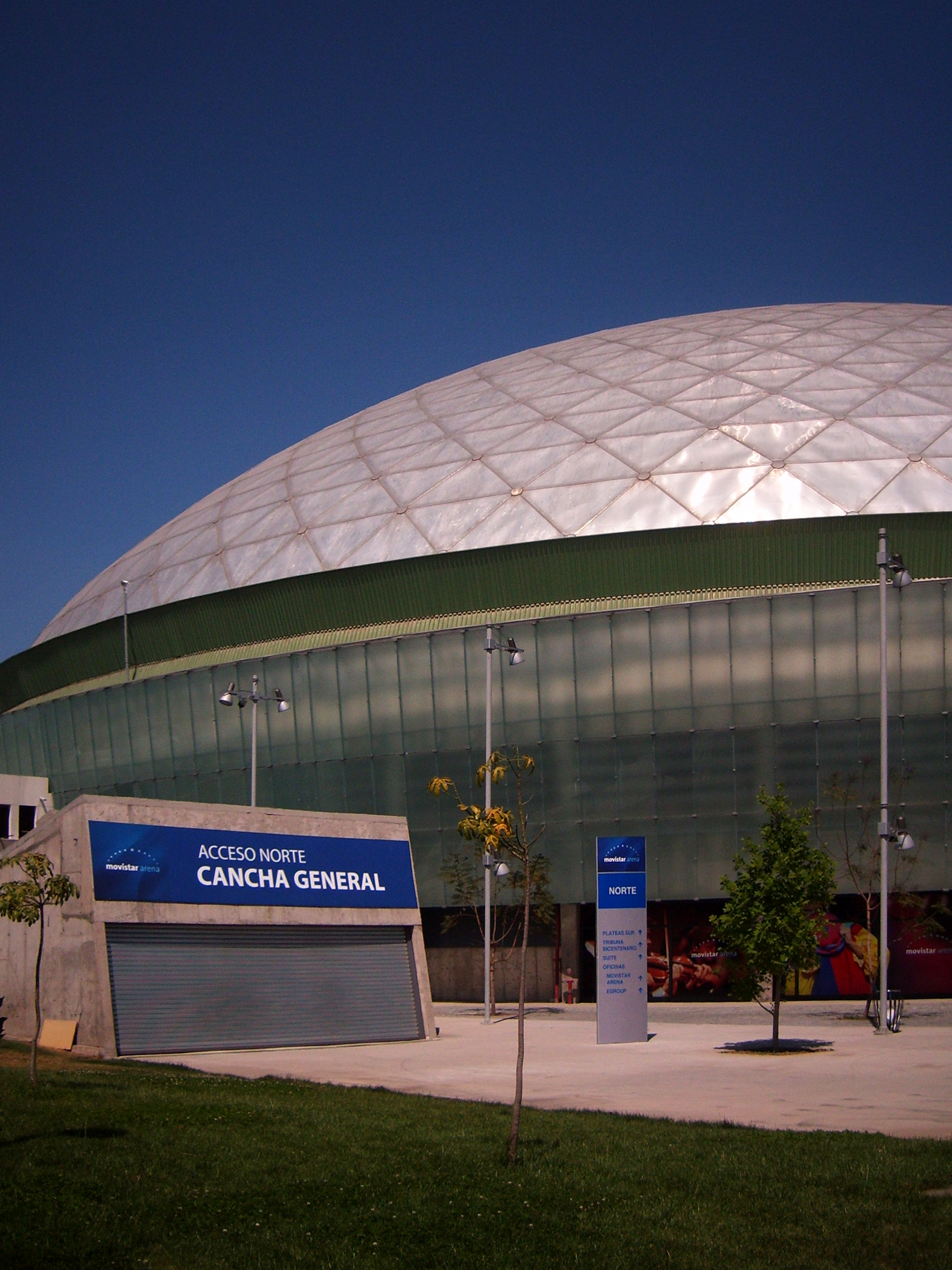
Estadio Cubierto de Santiago (actual Movistar Arena) de Mario Recordón
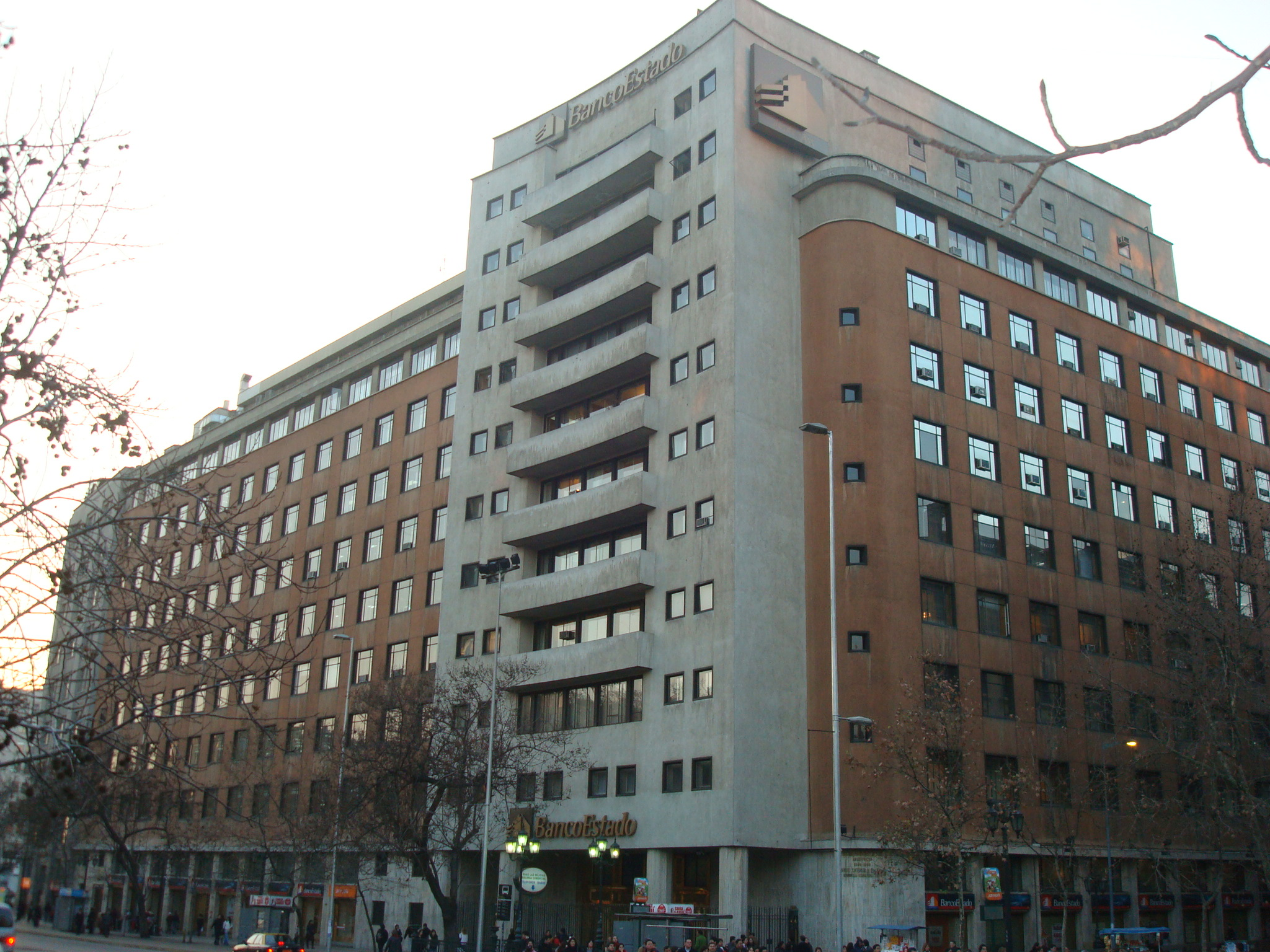
Casa central del Banco del Estado de Chile (actual Banco Estado) de Héctor Mardones Restat